# Прадо-дель-Рей
Прадо-дель-Рей (ісп. Prado del Rey) — муніципалітет в Іспанії, у складі автономної спільноти Андалусія, у провінції Кадіс. Населення — 5948 осіб (2010).
Муніципалітет розташований на відстані близько 430 км на південь від Мадрида, 70 км на північний схід від Кадіса.

## Демографія
Динаміка населення (INE ):

## Галерея зображень

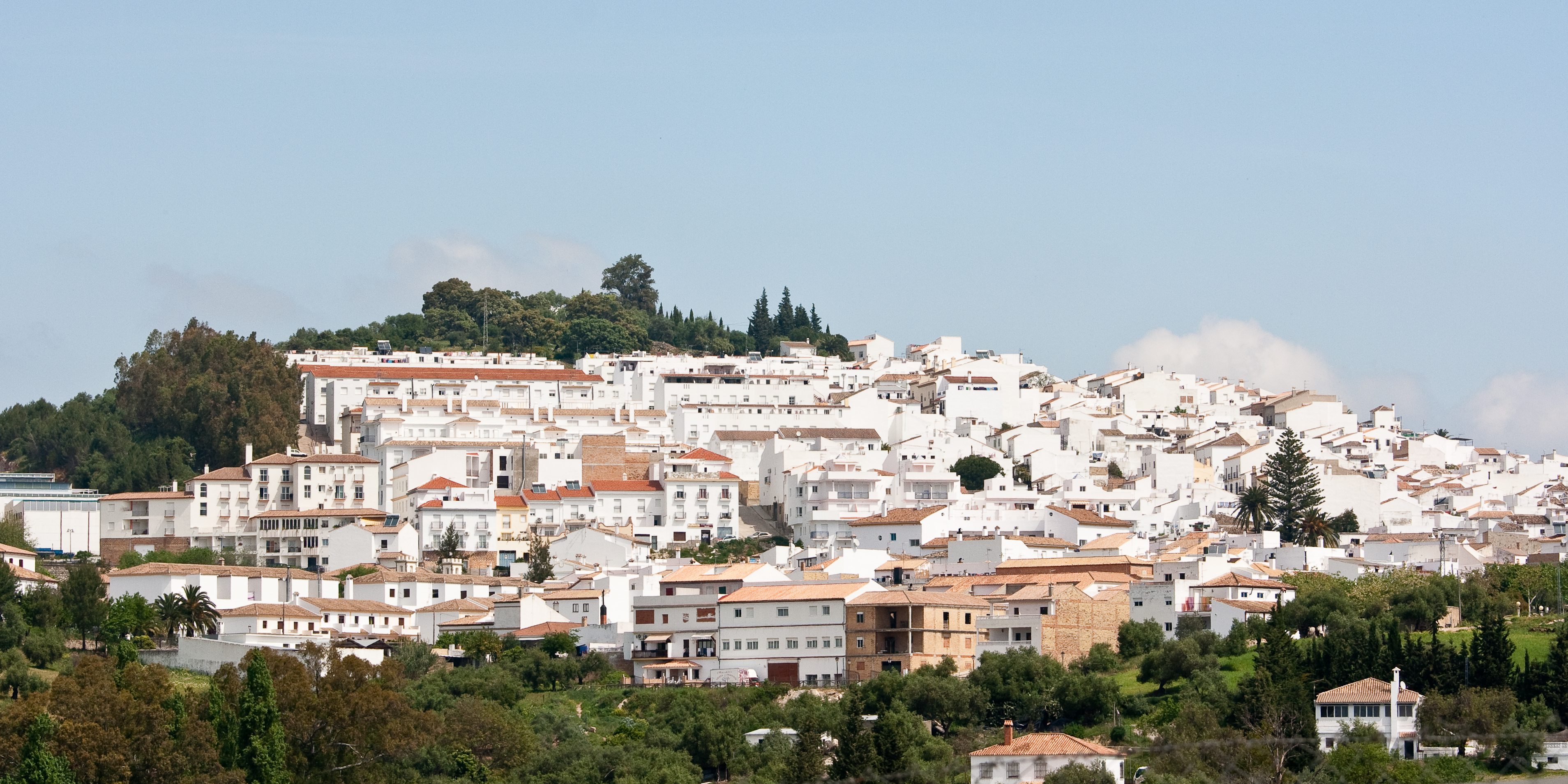
Розташування муніципалітету у провінції Кадіс
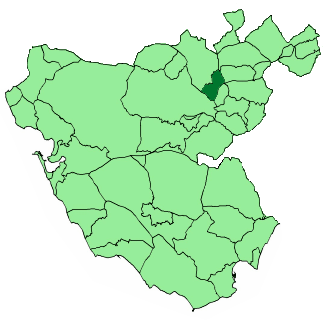
Розташування муніципалітету Прадо-дель-Рей у провінції Кадіс